# جيم كاميرون
جيم كاميرون (بالإنجليزية: Jim Cameron)‏ هو سياسي أسترالي، ولد في 9 نوفمبر 1930، وتوفي في 19 يناير 2002. حزبياً، نشط في Christian Democratic Party (Australia) ‏. وقد انتخب عضو الجمعية التشريعية نيو ساوث ويلز وانتخب عضو المجلس التشريعي نيو ساوث ويلز.